# Coroa de Kritonios

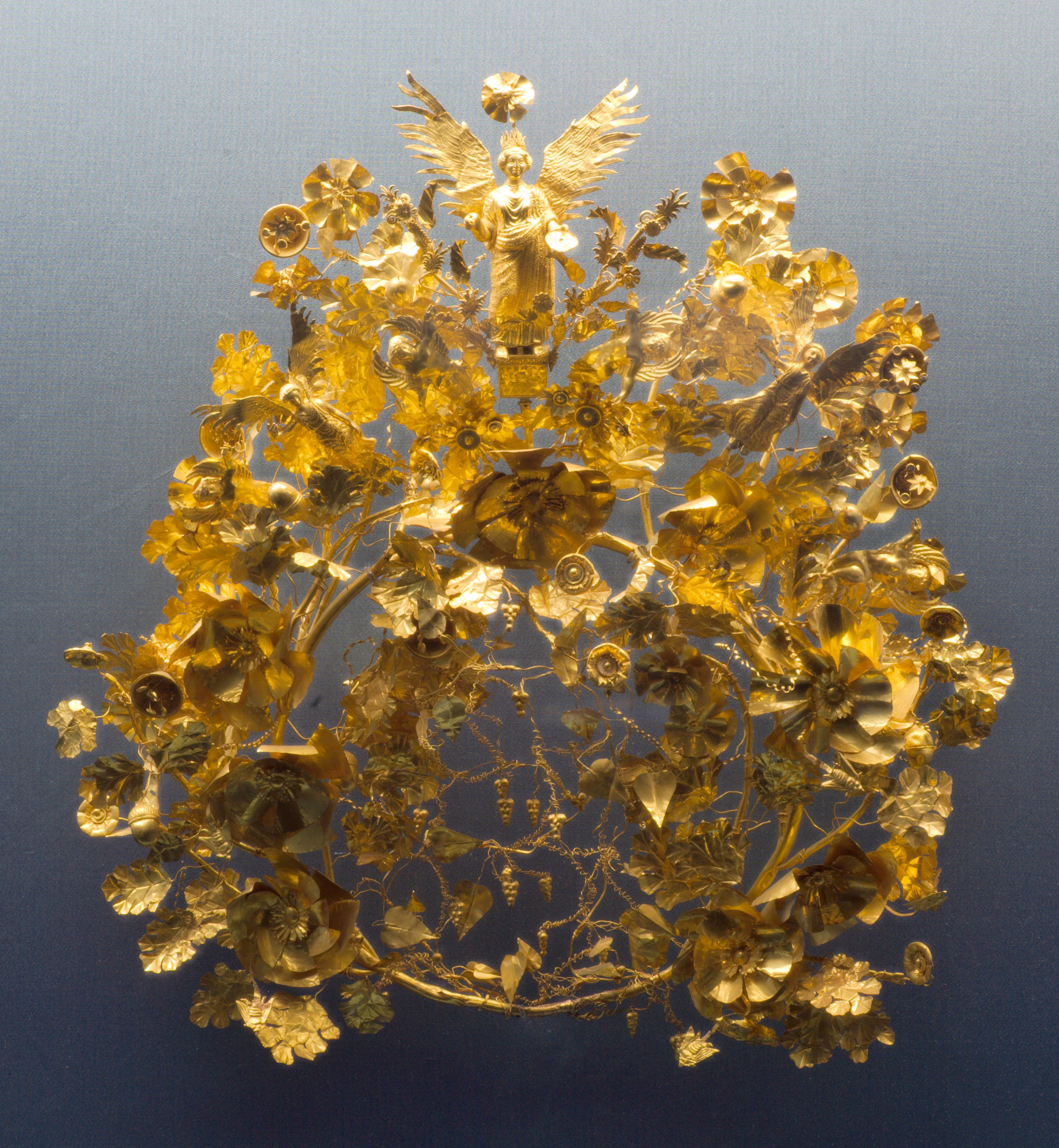
Coroa de Kritonios

A coroa de Kritonios (em italiano: Corona di Kritonios) é uma guirlanda dourada da Magna Grécia grega que remonta ao século IV a.C. encontrada em Armento em 1814, na Serra Lustrante. É exibido no Antikensammlungen em Munique.

## Recursos
A coroa tem uma altura de cerca de 37 centímetros; sua estrutura delicada sugere que não foi destinado a ser usado.

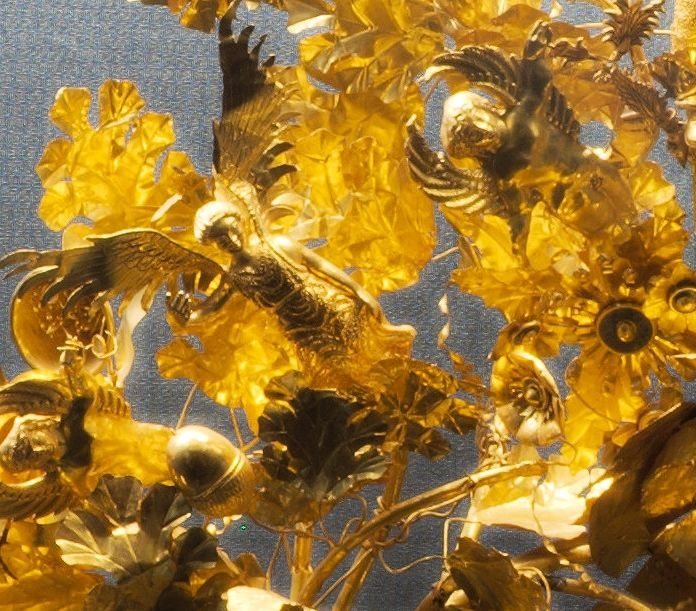
No centro, a Nike e nas laterais Erotes.

A coroa representa dois ramos de carvalho, adornados com bolotas e muitas flores de diferentes tipos. No carvalho e nas flores há muitas abelhas presas à coroa por meio de folhas finas de ouro. Além disso, três figuras humanas aparecem: uma deusa alada, chamada Deusa Rainha Triunfante, três Erotes e dois Nike.

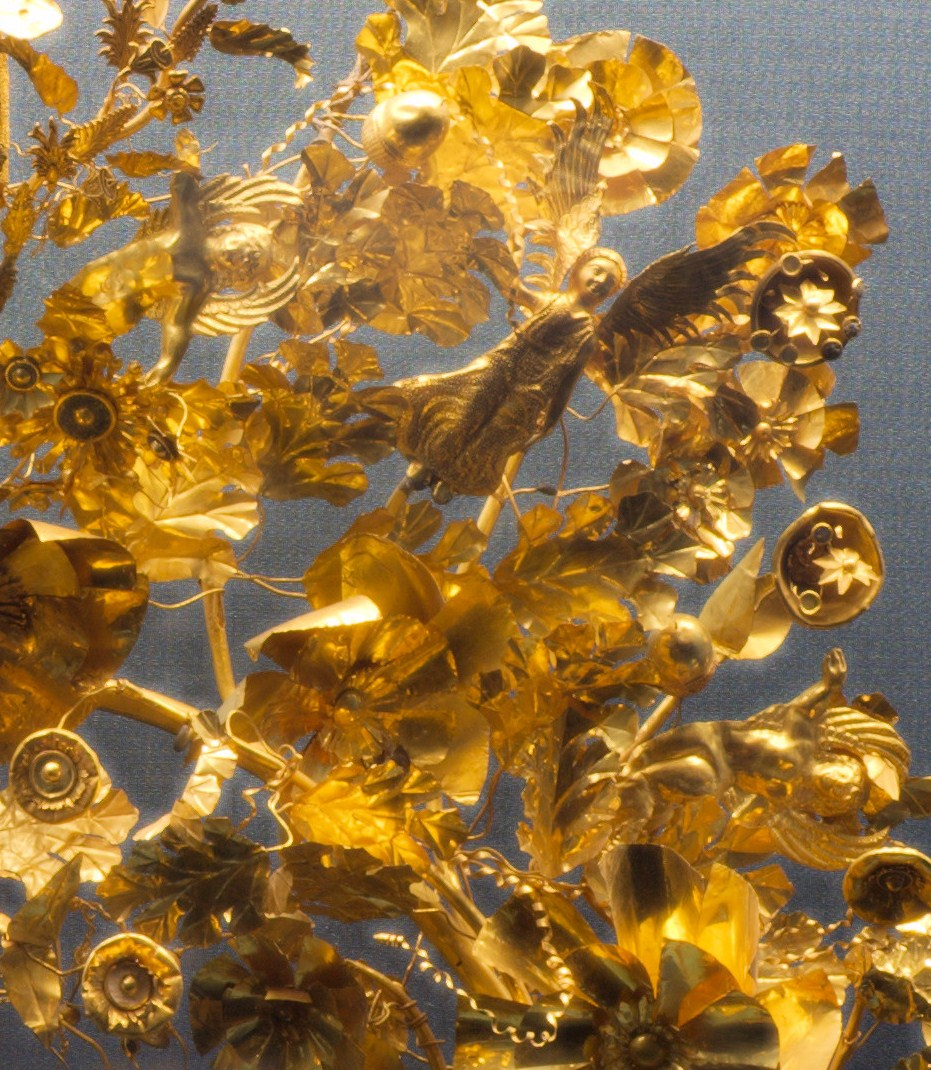
Erotes.

A base da coroa é formada por um círculo, onde, em pares de cada lado, oito tochas de 0,12-0,16 centímetros de altura são soldadas. Na parte superior, a frente, há três outras tochas de 5 cm, que suportam os pinos da Deusa Rainha Triunfante, enquanto os outros suportam um monte de flores e fronds. No círculo também estão cachos soldados de frutas, tendões, três grandes rosas de cada lado.
O material é quase ouro puro, com traços de cobre e talvez telúrio; o ouro foi reduzido a folhas finas, com espessuras variando de 1/20 a 1/10 de milímetro. Os fios dourados têm um diâmetro de 1/4 a 3/4 milímetros.
A coroa pesa um rolo e duas onças (antigas unidades de medida utilizadas no sul da Itália); Pesa aproximadamente 55.419 gramas, uma vez que um rolo pesava 0,891 gramas, e uma onça igualou 27.264 gramas.
Olhando para a coroa você pode notar estilos diferentes. De acordo com o historiador de arte Angelo Lipinsky, a coroa foi produzida por vários artesãos dentro da mesma oficina combinando o gosto helenístico pelo realismo. 
No centro está o verdadeiro protagonista da coroa, a Rainha Deusa Triunfante. Os dois Nike, nas laterais da deusa, são representados como se flutuassem em galhos e flores, entre os quais também há abelhas que são reproduzidas cantilevered e proporcionais ao tamanho das flores. O serto está faltando um monte de flores, um quarto Erote e, talvez, algumas abelhas.

### Plantas

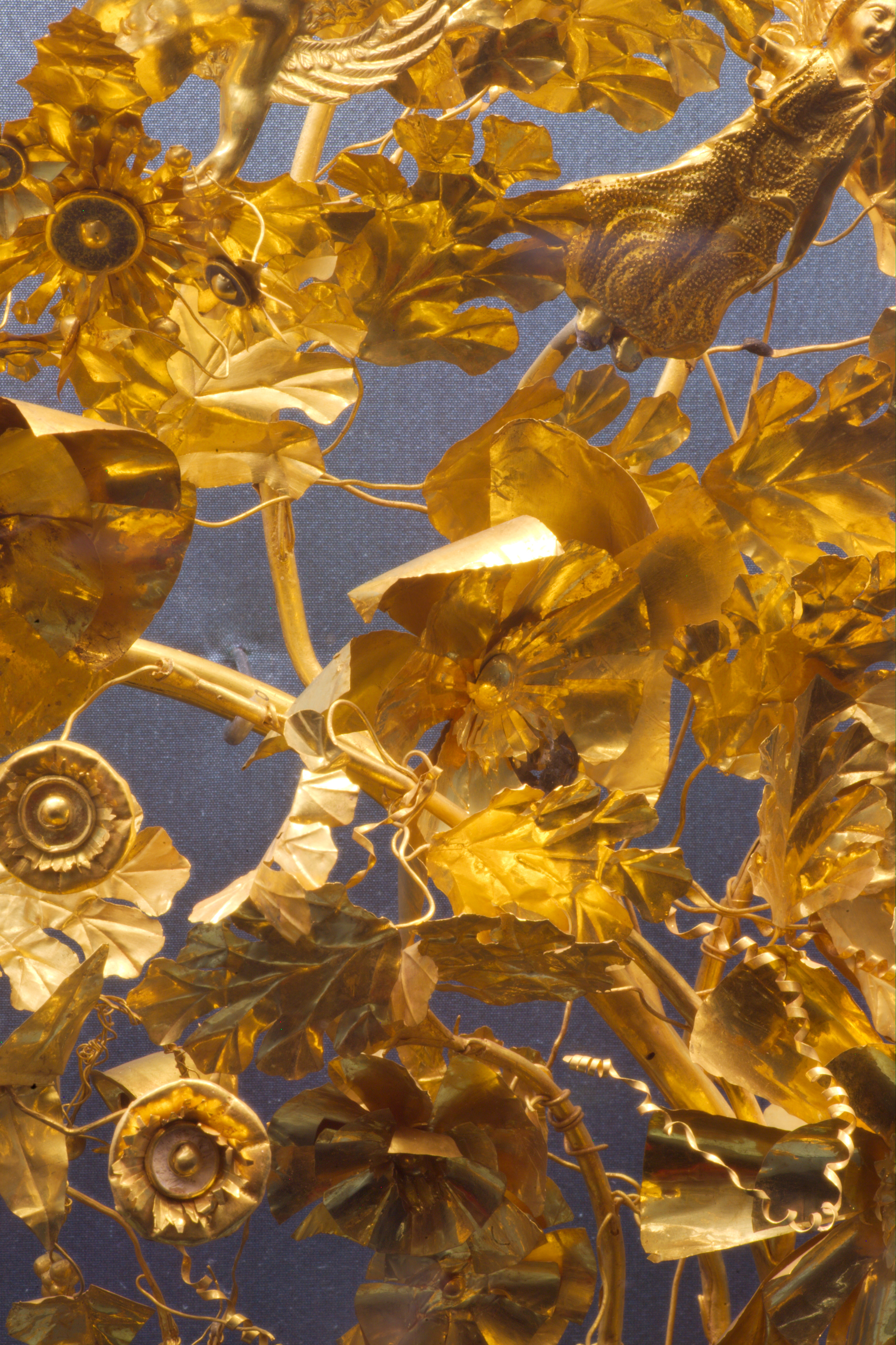
Detalhes de plantas.

As plantas são ervas conhecidas desde os tempos da medicina popular por suas virtudes terapêuticas. Eles foram forjados de uma forma muito realista e isso os torna bem reconhecíveis.  A base da coroa consiste em cálices esmaltados turquesa, um galho de carvalho, hera e elementos de mirtilo.
Algumas das plantas reconhecíveis representadas na coroa são:
- sarsaparilla local, que não tem raízes, mas sobe com tendões para produzir aglomerados de frutos vermelhos, elementos reproduzidos na Coroa;
- ramificações de carvalho e fragno (variedade de carvalho) com uma, duas ou três folhas e nozes;
- flores de rosehip selvagem, na parte inferior da coroa;
- rosas de jardim de duas flores;
- folhas de espinheiro, dispostos na parte inferior e no círculo interno da coroa;
- Margarida;
- Asteraceae
- Algumas castanhas, flores mallow e flores de ervas daninhas, reproduzidas em quatro variedades (Convolvulus soldanella, althaeoides, elegantissimus e arvensis), cujo corolla é coberto com um intenso esmalte azul.[5]

### A "Deusa Rainha Triunfante"

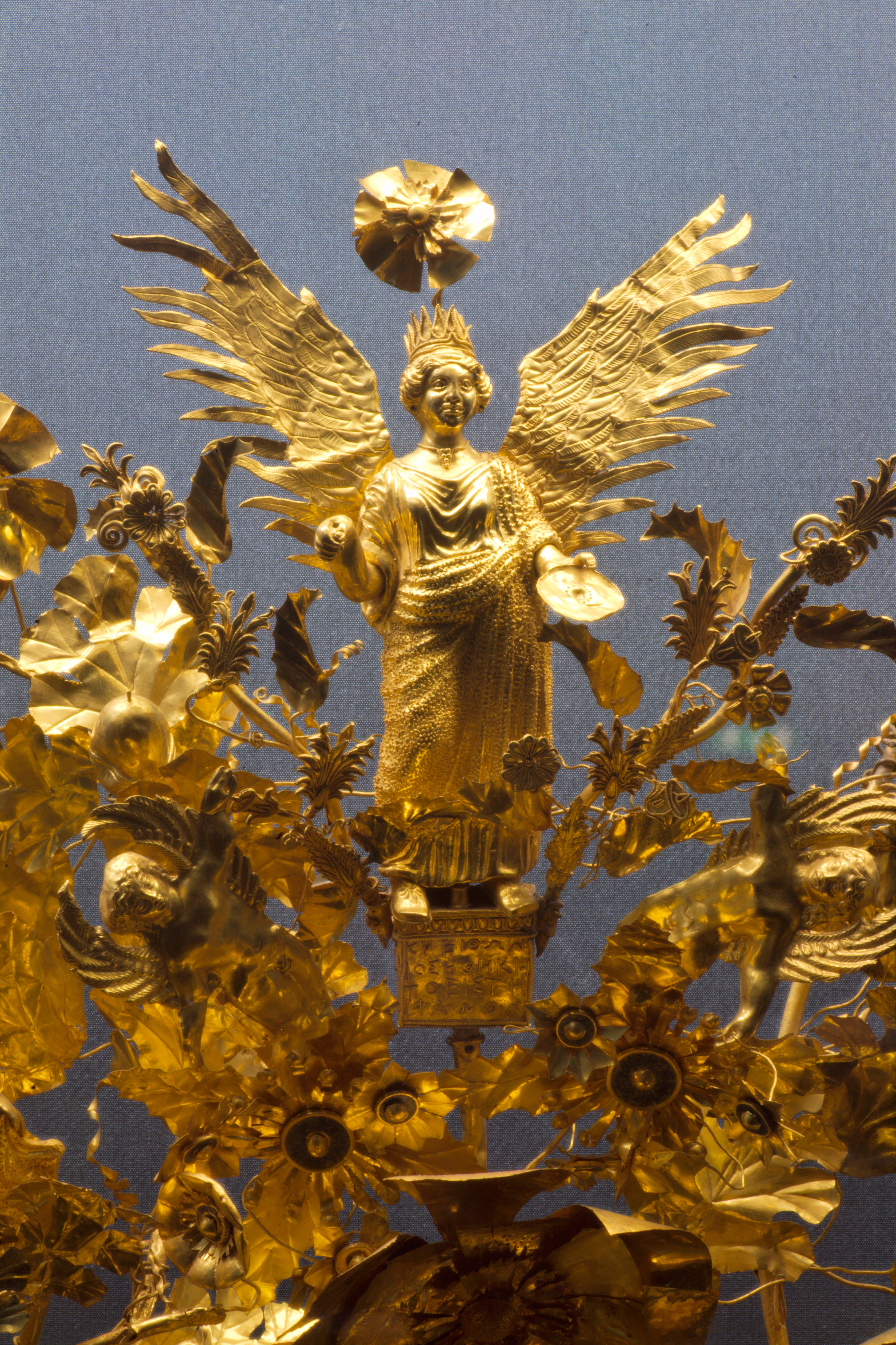
Deusa Rainha Triunfante.

O serto de galhos e flores que formam a Coroa é superado por uma figura feminina alada, a Deusa Rainha Triunfante. Acredita-se que seja uma "reinterpretação" lucana da rainha juno do Olimpo, protetora das mulheres desde o nascimento até a morte. Em seu pedestal, de forma cúbica, está gravada a frase em grego ΚΡEΙΦΩNIOΣ HΦHKH TOEI ΣTHΦANON (Kreithonios ètheke toei stèfanon), que significa 'Critonius dedicou esta coroa'. 
Está excluído que é uma Vitória Alada (Nike), por causa do diadema pontiagudo na cabeça e uma fina coroa de pérolas que aparece entre os fios de cabelo. Essas características não são de fato típicas de um Nike, mas são próximas às de diáries femininas encontradas no sul da Tuscia que datam do século VI a.C.
Da mesma forma, os objetos que esta figura carrega em suas mãos também não são típicos da Nike: com a mão esquerda ele segura uma patera enquanto à direita ele tinha que segurar um cetro, agora desaparecido. Por outro lado, as outras figuras femininas que, juntamente com os Erotes, acompanham a deusa em triunfo, a quem a terceira palavra da inscrição dedicatória (TOEI) que o epígrafo Michel Lejeune traduz como "à divindade" poderia, portanto, referir-se, são Nike.
A deusa usa um chiton, modelado em seus ombros e peito, e uma himação decorada com granulação que do ombro esquerdo e braço desce em grandes dobras ao longo do corpo. O pescoço é decorado com um colar fino. Com a mão esquerda, ele segura um patera enquanto à direita ele tinha que segurar um cetro, agora faltando. Nos pés ele usa sapatos fechados em couro de ponta redonda, enquanto na cabeça ele usa uma coroa pontiaguda: asas com penas muito longas brotam dos ombros.

## Descoberta
Em 2 de agosto de 1814, o coronel Diodato Sponsa di Avigliano contratou quatro escavadores de Anzi e realizou uma escavação ilegal em três sepultamentos de câmara no distrito de Serra d'Oro, a 5 km de Armento (Potenza), encontrando vários objetos preciosos no túmulo de um falecido cremado em uma grade de ferro.
O coronel relatou que encontrou uma guirlanda de ouro com uma inscrição de 27 letras, um fauno de bronze com uma altura de uma palma e meia, um castiçal de bronze em cinco pedaços, quatro vasos grandes, cerca de vinte pequenos vasos de valor rico, um carneliano e ornamentos femininos em vários pedaços de ouro, mas áspero. A guirlanda dourada foi o que agora é identificado como a coroa de Kritonios.
Vários dos objetos encontrados em Armento foram comprados por Carolina Bonaparte, esposa do rei de Nápoles, Gioacchino Murat, e um apaixonado colecionador de obras de arte. Carolina, após o tiroteio de Murat, teve que fugir de Nápoles se refugiando na Baviera. Lá, ela foi então forçada por problemas econômicos a vender sua coleção de obras de arte, incluindo a coroa, ao rei Luís I da Baviera em 1826.

## Zona arqueológica
A área arqueológica está localizada no bairro Serra Lustrante, anteriormente chamado de Serra d'Oro. A área da descoberta foi frequentada a partir das últimas décadas do século IV a.C. como um local de adoração. Um pequeno sacelão quadrangular com um caminho pavimentado adjacente é dado a este período: atrás dele foram identificados um cisterna, uma cisterna e um grande pithos (vaso de terracota), que sublinham o papel central da água na área sagrada.
No século III a.C., o santuário foi monumentalizado e situado em dois terraços conectados por uma escadaria e divididos por uma parede de blocos quadrados de arenito. No terraço inferior foi construído um edifício sagrado com um plano quadrado, em eixo com um altar e duas bases. Ao redor do prédio foi pavimentado um novo caminho cerimonial. A cisterna recolheu a água canalizada do terraço superior e das nascentes subterrâneas, enquanto atrás do altar havia algumas salas de serviço, com o telhado decorado com antefixos. Aqui em 1969 um espécime da cabeça de Gorgon foi encontrado.
No terraço superior havia três grandes quartos: em um dos três quartos foram encontrados dois poços com restos de animais sacrificiais, uma lareira e um cais com três pateras com ossos de aves. O rito de sacrifício era, portanto, começar no terraço inferior, com a lavagem do animal sacrificial com as águas sagradas e com o sacrifício no altar, enquanto a cerimônia terminava no terraço superior, com o consumo da carne do animal. 
A monumentalizarão do santuário, com a construção do sistema de terraços panorâmicos, faz parte de uma estrutura helenística: é, portanto, provável o contato direto entre as populações do interior e as influências da Magna Graecia. Em um contexto bastante próximo, na colônia grega de Heraklea, localizada no fundo do vale do Agro, há uma área sagrada muito semelhante ao Templo onde a Coroa foi encontrada: portanto, a influência direta da colônia não é improvável.
A última fase de construção, à qual está conectada a construção das salas do alto sul do santuário, remonta ao final do século III a.C. Posteriormente, no século II a.C., com a romanização definitiva da área de Val Agri, houve um abandono gradual do território.
O santuário deveria ser dedicado a Héracles, que é configurado como o garantidor dos valores guerreiros e competitivos da juventude, na dupla dimensão divina e heroica. Além disso, cultos em Héracles ligados à transumanidade dos pastores e ao culto à água são atestados tanto no centro quanto no sul da Itália. A partir da análise dos materiais encontrados, pode-se argumentar que o culto de Héracles estava associado ao culto de uma didade feminina subordinada, que poderia ser identificada com aquele protetor mefito das águas particularmente difundidas no contexto lucano. 
A importância dos achados reflete a importância de uma área arqueológica que se enquadra no parque nacional dos apeninos lucanos Val d'Agri Lagonegrese: o santuário da Serra Lustrante teve que ser um local de encontro e agregação das aristocracias locais dos centros indígenas do vale médio, dentro da organização territorial lucana.